# Шафиков, Руслан Аликович
Русла́н Али́кович Ша́фиков (род. 11 мая 1976 года, Уфа, Башкирская АССР, РСФСР, СССР) — российский хоккеист.

## Биография
Воспитанник хоккейной школы уфимского «Салавата Юлаева», в котором дебютировал в 1994 году. В составе клуба дважды становился бронзовым призёром чемпионата Межнациональной хоккейной лиги (сезоны 1994/1995 и 1995/1996) и бронзовым призёром чемпионата России сезон 1996/1997. В 1995 году был выбран в 8-м раунде драфта НХЛ под общим 204-м номером командой «Филадельфия Флайерз».
В составе молодёжной сборной России стал бронзовым призёром чемпионата мира 1996 года в США, став самым результативным её игроком, набрав 9 очков (1 гол, 8 пасов). В составе сборной России принял участие в турнире Зимней Универсиады 1997 года в южнокорейском Муджу.
В сезоне 1999/2000 перешёл в петербургский СКА. После 2001 года представлял клубы высшей российской лиги лениногорский «Нефтяник» (2001—2004), пензенский «Дизель» (2003—2005), кирово-чепецкую «Олимпию» (2005/2006), после чего завершил карьеру.

## Достижения
- Бронзовый призёр чемпионата Межнациональной хоккейной лиги 1994/1995
- Бронзовый призёр молодёжного чемпионата мира 1996
- Бронзовый призёр чемпионата Межнациональной хоккейной лиги 1995/1996
- Бронзовый призёр чемпионата России 1996/1997